# للو
{{Infobox settlement
|name=لِلو|native_name_lang=|image_skyline=Kosrae municipalities.jpg|image_caption=شهرداری‌های آبخوست و ایالت کوسرائی|image_map=Lelu_mappa.GIF|map_alt=|map_caption=منطقه للو با نگاشت جدا از دیگر منطقه‌های آبخوست کوسرائی|pushpin_map=Federated States of Micronesia|pushpin_label_position=|pushpin_map_alt=|pushpin_map_caption=
| مختصات = ۵°۱۹′۵۶″ شمالی ۱۶۳°۰۱′۲۲″ شرقی / ۵٫۳۳۲۲۲°شمالی ۱۶۳٫۰۲۲۷۸°شرقی
لِلو (به انگلیسی: Lelu)، یک منطقه شهرداری در ایالت کوسرائی در کشور ایالات فدرال میکرونزی است.
شهرداری للو شامل آبخوست للو و بخش شمال خاوری آبخوست کوسرائی می‌شود. پایتخت آن روستا للو در آبخوست للو است.
روستای دیگر در این منطقه شهرداری «توفول» ("تُفُل" خوانده شود) نام دارد که در آبخوست للو است. توفول پایتخت ایالت کوسرائی است. از ژانویه ۱۹۸۹ تُفُل به عنوان شهر شناخته می‌شود.بالا ترین ارتفاع این منطقه ۱۰۹۷ متر است(۳۵۹.۹ فوت) است.محل قرار گیری در اقیانوس آرام شمالی است.

## آموزش و پرورش
وزارت آموزش و پروش ایالت کوسرائی مدرسه‌های دولتی زیر را مدیریت می‌کند:
- دبیرستان کوسرائی در توفول
- مدرسه ابتدایی للو در آبخوست للو
- مدرسه ابتدایی سانسریک - شهرداری للو